# بولونيد المغنيسيوم
بولونيد المغنيسيوم هو مركب كيميائي لاعضوي صيغته MgPo، ويوجد على شكل صلب رمادي اللون.
ينتمي المركب إلى مجموعة البولونيدات، وهي مركبات مستقرة نسبياً للبولونيوم.

## التحضير
يحضر المركب من التفاعل المباشر بين العنصرين المكونين للمركب عند درجات حرارة مرتفعة ترتاوح بين 300–400°س.

## الخواص
للمركب بنية النيكلين.